# Франц Крьобль
Франц Крьобль (нім. Franz Kröbl; 1803 — 1 травня 1869, Львів) — бурмистр Львова (1859—1869).

## Життєпис
Починав кар'єру радником галицького намісника Аґенора Ґолуховського. В 1851 р. був начальником поліції Кракова. Пізніше був секретарем галицького намісництва і директором Галицької ощадної каси. З 10 лютого 1859 до 1 квітня 1869 — бурмистр Львова. Був останнім австрійським чиновником, призначеним на посаду бурмистра Львова австрійським урядом. Незважаючи на складну ситуацію в 1863—1864 рр., здобув повагу серед мешканців міста. Наказав поховати себе в польському одязі попри німецьке походження.

## Нагороди і відзнаки
- Почесний громадянин Львова (14 жовтня 1861)
- Орден Залізної Корони ІІІ ступеня
- Орден Франца Йосифа